# Vidaillac
Vidaillac település Franciaországban, Lot megyében. Lakosainak száma 184 fő (2022. január 1.). Vidaillac Puylagarde, Saint-Projet, Beauregard, Laramière, Limogne-en-Quercy és Promilhanes községekkel határos.

## Népesség
A település népessége az elmúlt években az alábbi módon változott:
| Lakosok száma | 161  | 161  | 166  | 165  | 163  | 164  | 171  | 179  | 183  | 184  |
|               | 1968 | 1982 | 1990 | 2006 | 2013 | 2015 | 2017 | 2019 | 2020 | 2022 |